# Waltraud Hunke
Waltraud Hunke (* 28. April 1915 in Kiel; † 5. August 2004) war eine deutsche germanistische und skandinavistische Mediävistin, Buchhändlerin, Verlegerin und Mäzenin.
Waltraud Hunke war eine Tochter des Verlegers Heinrich Hunke (1879–1953) und dessen Ehefrau Hildegard Lau (* 19. September 1879 in Schöneberg; † 20. Februar 1944 in Bad Hersfeld). Die Mutter war eine Tochter des Ingenieurs Thies Peter Lau (1844–1933) und dessen Ehefrau Walewska Berta Anna, geborene Artelt (1856–1943). Hunke hatte zwei Schwestern, darunter Sigrid Hunke.
Hunke beantragte am 4. Juni 1937 die Aufnahme in die NSDAP und wurde rückwirkend zum 1. Mai desselben Jahres aufgenommen (Mitgliedsnummer 5.134.329). Sie war während der Zeit des Nationalsozialismus im Germanischen Wissenschaftseinsatz auf der Suche nach Freiwilligen für die Waffen-SS tätig. Sie erhielt ein Stipendium des SS-Ahnenerbe und arbeitete ab 1941 als wissenschaftliche Mitarbeiterin einer Forschungsstätte für Germanenkunde im Ahnenerbe und veröffentlichte in deren Zeitschrift Germanien. Sie folgte ihrem Lehrer Otto Höfler an die Universität München, wo sie 1941 mit einer Dissertation Die Trojaburgen und ihre Bedeutung promoviert wurde. Ab 1941 war sie Assistentin des Historikers Ernst Anrich sowie des Professors für Germanenkunde und Skandinavistik Siegfried Gutenbrunner an der Reichsuniversität Straßburg.
Nach Kriegsende war sie Inhaberin der Universitätsbuchhandlung Mühlau sowie des gleichnamigen Verlags in Kiel. Ihren wirtschaftlichen Erfolg nutzte sie nachhaltig zur Unterstützung der Universität Kiel. Vor allem um das Institut für Literaturwissenschaft erwarb sie sich besondere Verdienste. Mit der nach ihr benannten Stipendiatenstiftung förderte sie Studentinnen des Fachs Biologie. Sie war Mitglied der Sektion Kiel der Universitätsgesellschaft und eine der Initiatoren beim Aufbau des Alumni-Vereins. 2001 wurde der langjährigen Förderin die erst zum neunten Mal vergebene Universitätsmedaille verliehen.
Bei ihrem Tod 2004 vermachte Hunke testamentarisch ihr Haus und das umgebende Grundstück der Universität, das die Hochschule für 250.000 Euro verkaufte. Als Dank für die Schenkung sollte der Neubau des internationalen Gästehauses der Hochschule den Namen der Buchhändlerin tragen. Nachdem die nationalsozialistische Vergangenheit Hunkes bekannt wurde, verzichtete die Universität wegen „Zweifel an der Persönlichkeit der potentiellen Namensgeberin“ auf die Benennung und gab Hunkes Erbe zurück.

## Veröffentlichungen
- Die Trojaburgen und ihre Bedeutung. Dissertation. München 1941.
- Goethe-Gesellschaft Kiel 1947–1987. Goethe-Gesellschaft, Kiel 1987.
- mit Oswald Hauser, Wolfgang J. Müller: Das Haus Glücksburg und Europa. Mühlau, Kiel 1988, ISBN 3-87559-058-9.
- mit Thiel J. Martensen: 100 Jahre Universitätsbuchhandlung Walter G. Mühlau. Eine Chronik. Mühlau, Kiel 2002, ISBN 3-87559-089-9.